# Віттібройт
Віттібройт (нім. Wittibreut) — громада в Німеччині, розташована в землі Баварія. Підпорядковується адміністративному округу Нижня Баварія. Входить до складу району Ротталь-Інн.
Площа — 38,35 км2. Населення становить 1992 ос. (станом на 31 грудня 2020).